# 蘇浩 (香港)
蘇浩（Anthony So，1986年1月27日—），曾任人民力量副主席、陳志全議員助理及將軍澳社區主任，網台政論節目主持。

## 投身政治

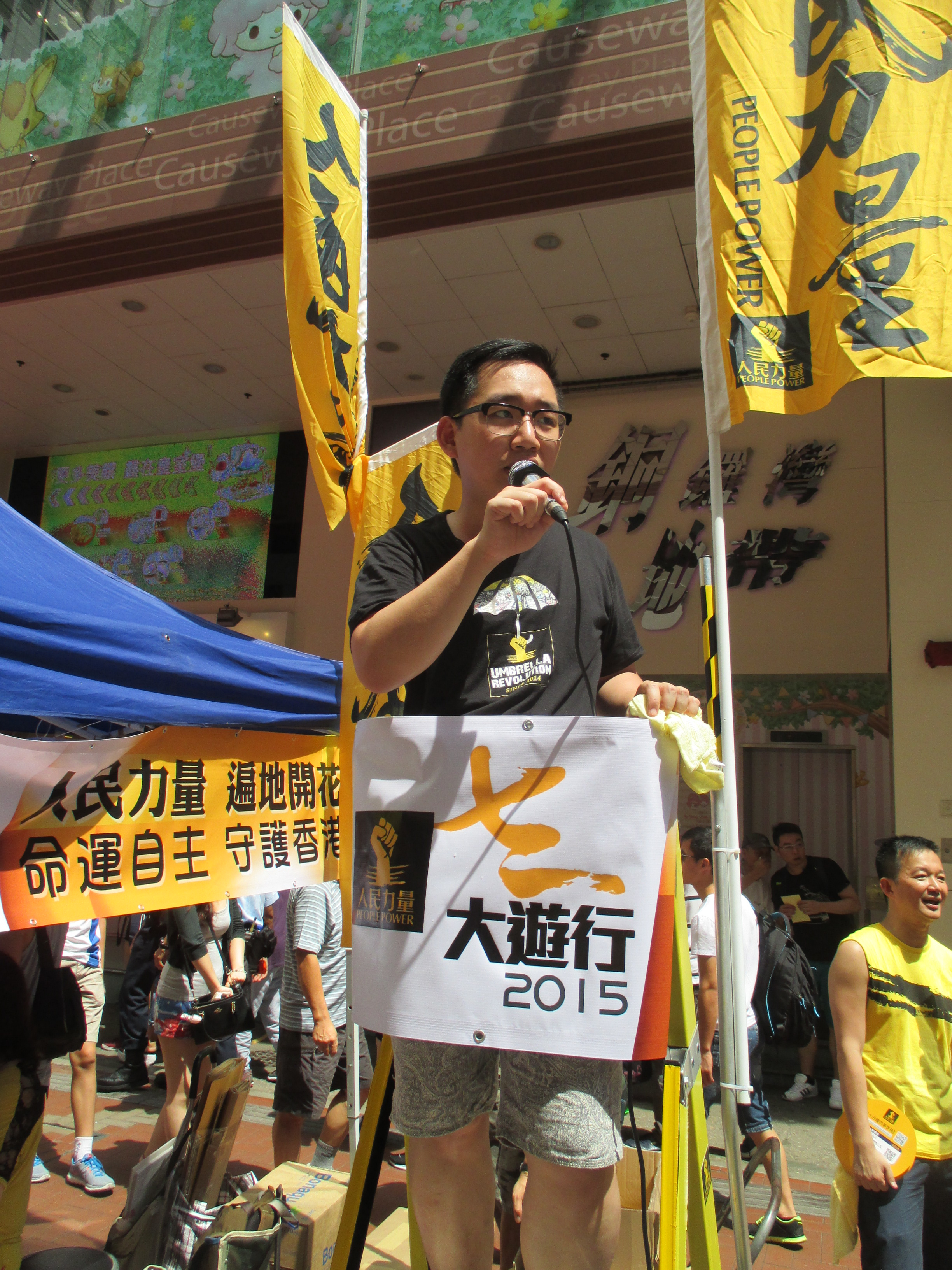
2015年七一，人民力量銅鑼灣街站（E出口）。蘇浩嗌口號。

蘇浩對政治感興趣，始自2003年七一遊行。他曾參加港台舉辦的「政壇新秀訓練班」。2006年，蘇浩和幾位青年人因關心香港政制發展組成團體「青年政改大聯盟」，在facebook開設群組，曾舉辦街頭青少年論壇，鼓勵青少年提出心目中的政改方案及關心香港政治。
2008年加入當時標榜以改革為主要綱領的社會民主連線。
2010年因不滿民主黨在政改中「轉軚」，於是轉投選民力量及人民力量，參加「票債票償」運動，在2011年區議會選舉之中出選中西區中環選區（A01），狙擊民主黨許智峯，跟報稱獨立的衛珮璇競爭議席。大敗。 票債票償運動受挫。
2011年加入了網上電台香港人網，其後創辦人蕭若元設立新網台謎米香港，仍舊擔任節目主持。其間曾參與多個節目，被譽為最常「插科打諢」的主持人。
2012年10月起擔任陳志全議員助理及將軍澳社區主任，主力負責「拉布」發言及服務調景嶺地區的街坊。
2013年4月，出任第三屆人民力量執行委員，進入政黨的決策核心。
2014年雨傘運動期間，蘇浩為人民力量守護金鐘佔領區。12月11日清晨，金鐘清場前夕，蘇浩在家中被警員拘捕，被控非法集結；
2015年參選區議會，跟另外三人包括：專業動力成員張展鵬、獲建制派支持的莫繡安和獅子山學會孫柏文競逐西貢都善選區（Q08），獲得572票，名列第三，未能當選。
2017年至2021年，擔任人民力量副主席。
現時擁有個人Youtube評論頻道蘇浩 SOHO NEWS 。

人民力量將軍澳地區工作
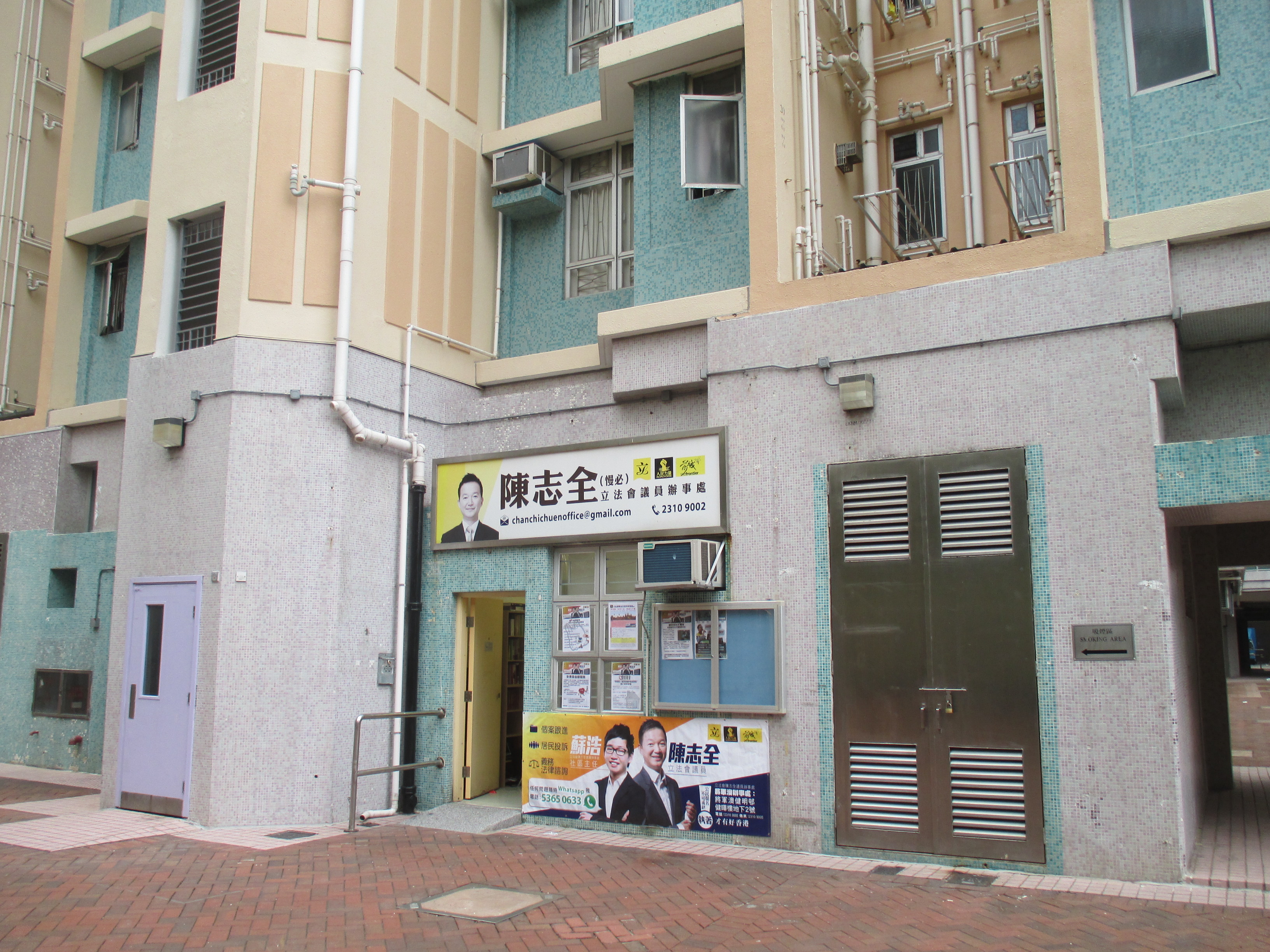
人民力量將軍澳地區辦工室。2015年4月1日。

## 網台主持

### 香港人網
- 《風也蕭蕭》主持：蕭若元、靳民知、蘇浩。
- 《早朝天下》主持：黃洋達、林匡正、Ben、蘇浩。
- 《破地獄》主持：林匡正、Ben、蘇浩。
- 《明星潮醫館》主持：歐陽英傑、愛明、蘇浩。
- 《One Night Stand》主持：諾韻、蘇浩。
- 《戀愛小天后》主持：諾韻、蘇浩。
- 《孩子你好媽》主持：洪綽兒、姜依蘭、愛明、Judy曾麗文、蘇浩。

### 謎米香港
- 《爆破地獄》主持：Henry、林匡正、蘇浩。
- 《國情揭露》主持：甄燊港、蘇浩。
- 《蕭遙遊》主持：蕭若元、Henry、蘇浩、于飛、趙善軒、Vera、Anthony Tso。
- 《放棄治療院》主持：蘇浩,業仔,祖祖,Ash, Kareen,「齊昕」。

### 蘇浩 SOHO NEWS Youtube頻道
- 《院長夜話》主持：蘇浩
- 《國情速遞》主持：蘇浩
- 《放棄治療院》主持：蘇浩,Ash, 業

## 趣聞逸事
蘇浩跟公民黨楊岳橋面型相近，髮型相似，配戴的眼鏡款式也很相像。兩人也同時從政，因此被戲稱為失散的孖生兄弟。

## 外部連結
- 蘇浩 Youtube頻道：http://www.youtube.com/蘇浩SOHO （页面存档备份，存于）
- 蘇浩 Facebook 官方網頁：https://www.facebook.com/anthonyso.office （页面存档备份，存于）
- 蘇浩 blog：http://anthonysooffice.blogspot.hk/ （页面存档备份，存于）